# Ptychogena californica
Ptychogena californica is een hydroïdpoliep uit de familie Laodiceidae. De poliep komt uit het geslacht Ptychogena. Ptychogena californica werd in 1909 voor het eerst wetenschappelijk beschreven door Torrey. 